# Luis Armando Melgar Bravo
Luis Armando Melgar Bravo (Tapachula de Córdova y Ordóñez, Chiapas; 21 de agosto de 1966) es un político mexicano, miembro del Partido Verde Ecologista de México (PVEM). Licenciado en Derecho por la Universidad Iberoamericana Campus Ciudad de México (1990); cuenta con Posgrado de Economía Internacional por el ITAM (1992); y Maestría en Derecho Económico Internacional en la Universidad de Warwick, Inglaterra (1994).

## Trayectoria laboral
Desde diciembre de 2018, Presidente de Banca de Gobierno de Banco Azteca
2012, director general de la Revista Central Grupo Salinas
Del 2012 al 2018, Senador de la República por mayoría absoluta por el Estado de Chiapas; presidió la Comisión de Productividad y fue Secretario de la Comisión de Hacienda y Crédito Público; Secretario de la Comisión de Gobernación e integrante de las Comisiones de Turismo, Defensa Nacional, Comercio y Fomento Industrial, Fomento de Competitividad y Bicamaral de Concordia. 
Del 2006 al 2017, director general de Proyecto 40, ahora ADN 40. 
Del 2011 al 2012, Presidente de Fundación Azteca Chiapas. 
En 2006, director general de Círculo Editorial Azteca ((CEA)) Grupo Salinas. 
En 2004, director general de Empresario Azteca ((AZMAS)) Grupo Salinas. 
Del 2002 al 2006, director general de ((AFORE AZTECA)) Grupo Salinas. 
En 2001 se incorporó a Grupo Salinas TV AZTECA, como Secretario del Comité Editorial de Noticias.

## En Sector Público
(1998-2001) Coordinador General de la Comisión Intersecretarial de Política Industrial (CIPI), actualmente Secretaría de Economía; diseñó el marco institucional de la actual Subsecretaría de la Pequeña y Mediana Empresa.  
(1995) Director de la Comisión Nacional de Inversiones Extranjeras y director general adjunto de Inversión Extranjera en SECOFI.  
(1997) Secretario de Planeación para el Desarrollo del Estado de Chiapas.  